# Rockville (Indiana)
Rockville város az USA Indiana államában. Lakosainak száma 2510 fő (2020. április 1.).

## Népesség
A település népességének változása:

| 2010 | 2 607 |
| 2020 | 2 510 |